# Мауле (Чилі)
Мауле (ісп. Maule) — селище в Чилі. Адміністративний центр однойменної комуни. Населення - 3967 осіб (2002). Селище і комуна входить до складу провінції Талька і регіону Мауле.
Територія — 190 км². Чисельність населення - 49 721 мешканця (2017). Щільність населення — 261,7 чол./км².

## Розташування
Селище розташоване за 13 км на південь від адміністративного центру області міста Талька.
Комуна межує:
- на півночі - з комуною Пенкауе
- на північному сході - з комуною Талька
- Сході — з комуною Сан-Клементе
- на півдні - з комуною Єрбас-Буенас
- на південному заході - з комуною Сан-Хав'єр-де-Ланкомілья